# Samaritanisches Hebräisch
Samaritanisches Hebräisch (hebräisch עברית שומרונית) ist eine Lesetradition, die liturgisch durch die Samaritaner genutzt wird, um das biblische Hebräisch des Samaritanischen Pentateuch zu lesen, im Unterschied zum tiberischen Hebräisch des Masoretischen Textes.
Unter den Samaritanern verlor das Hebräische früh seine Rolle als Alltagssprache und wurde durch das Samaritanische Aramäisch abgelöst, welches wiederum zwischen dem 10. und 12. Jahrhundert ebenfalls seine Rolle als gesprochene Sprache verlor und durch das Arabische (oder genauer das samaritanische palästinensische Arabisch) abgelöst wurde.
Die Phonologie des Samaritanischen Hebräisch ist der des samaritanischen Arabisch sehr ähnlich und wird durch die Samaritaner im Gebet genutzt. Die Umgangssprachen der Samaritaner sind heute, je nach Wohnort, in der samaritanischen Gemeinde in Holon (Israel) das dort gesprochene Modernhebräisch und in der Gemeinde in Shechem (Nablus), im palästinensischen Autonomiegebiet das palästinensische Arabisch.

## Geschichte und Entdeckung

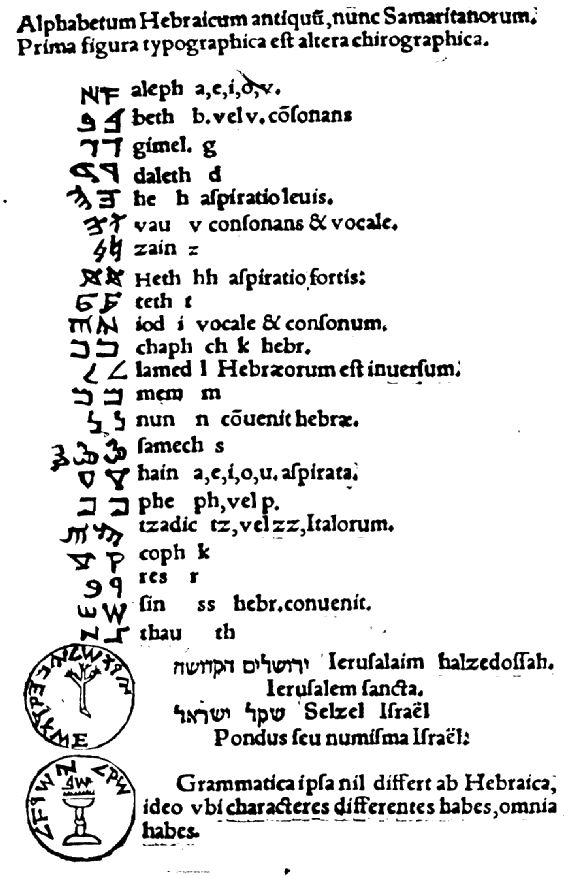
1538 publizierte Guillaume Postel das Samaritanische Alphabet, zusammen mit der ersten westlichen Abbildung einer hasmonäischen Münze

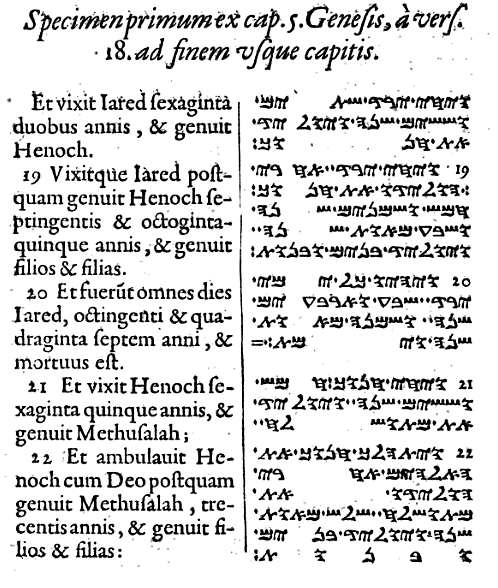
Genesis 5,18-22 im Erstdruck des Samaritanischen Pentateuch (Jean Morin 1631)

Die samaritanische Sprache wurde der westlichen Welt erstmals näher bekannt mit der Publikation einer Handschrift des Samaritanischen Pentateuch durch Jean Morin im Jahr 1631. Der Reisende Pietro della Valle hatte 1616 eine Abschrift in Damaskus erworben, und diese Handschrift, nun als Handschrift B bekannt, wurde in eine Pariser Bibliothek gebracht.
Zwischen 1957 und 1977 publizierte Ze'ev Ben-Haim in fünf Bänden sein monumentales Werk über die hebräischen und aramäischen Traditionen der Samaritaner. Ben-Haim, dessen Ansichten heute vorherrschen, wies nach, dass sich das moderne samaritanische Hebräisch nicht sehr vom Samaritanisch des Zweiten Tempels unterscheidet, das wiederum eine gemeinsame Sprache mit den anderen Bewohnern der Region war, bevor es vom Aramäischen verdrängt wurde.

## Orthographie

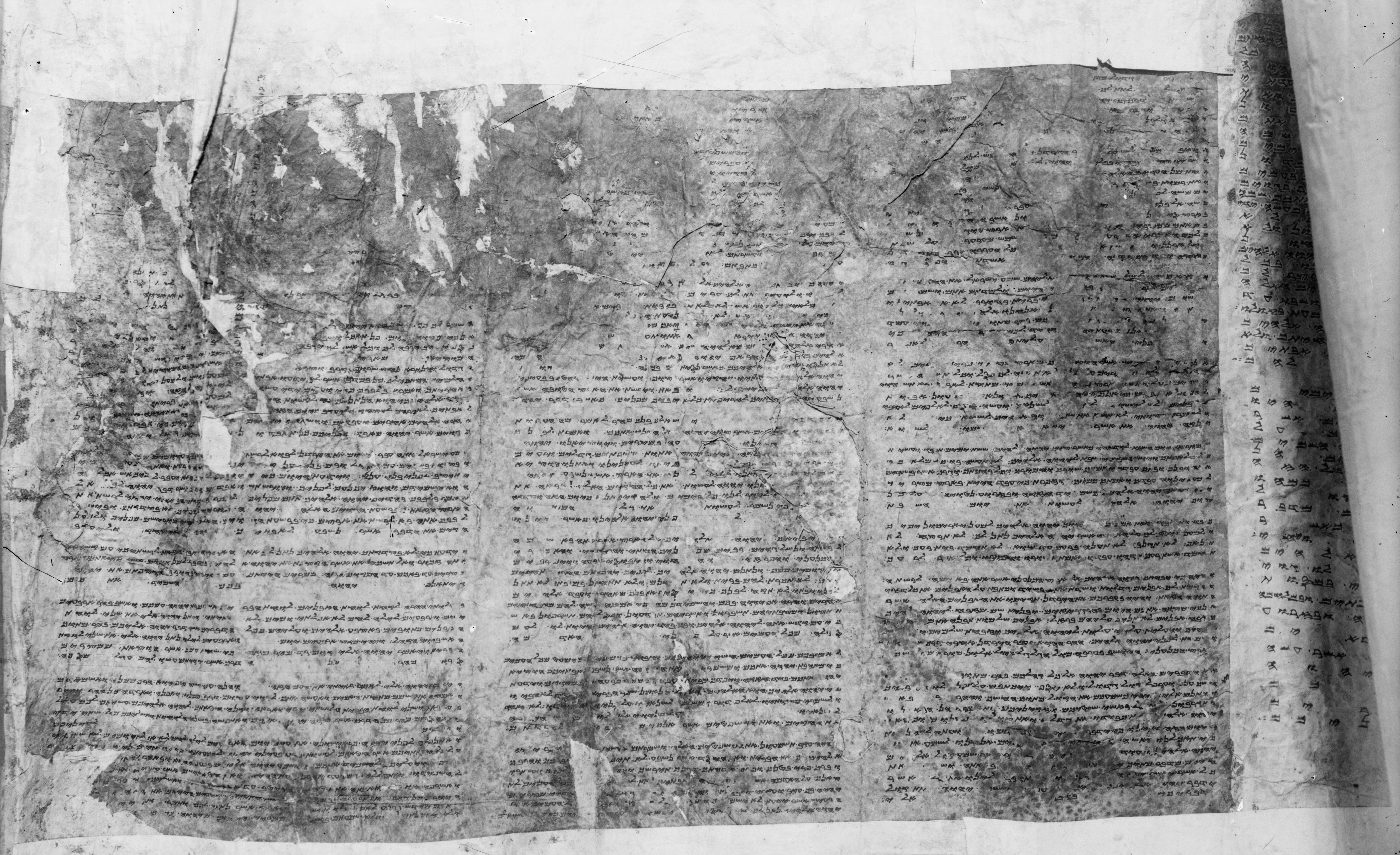
Detail einer Handschrift des Samaritanischen Pentateuch aus Nablus in Samaritanischem Hebräisch.

Samaritanisches Hebräisch wird in der Samaritanischen Schrift geschrieben, einem direkten Abkömmling der Althebräischen Schrift, die wiederum eine Variante der älteren Phönizischen Schrift ist.
Das samaritanische Alphabet ist der althebräischen Schrift nahe verwandt, die in vielen antiken hebräischen Münzen und Inschriften bezeugt ist.
Im Gegensatz dazu benutzen alle anderen Varianten des Hebräischen, wie sie von den Juden gebraucht werden, die jüngere Quadratschrift, eine Variation des Aramäischen Alphabets, welche die Juden seit der Babylonischen Gefangenschaft nutzten, die auf die Exilierung des Königreichs Juda im 6. Jahrhundert v. Chr. folgte. Während des 3. Jahrhunderts v. Chr. begannen Juden, diese stilisierte „quadratische“ Form der Buchstaben zu nutzen, die im Achämenidenreich als Kanzleischrift für das sogenannte Reichsaramäische genutzt wurde, während die Samaritaner weiterhin das Paläohebräische Alphabet nutzen, welches sich zur Samaritanischen Schrift weiter entwickelte.
In der Moderne wird für den Alltag auch eine samaritanische Variante der hebräischen Kursivschrift genutzt.

### Namen und Aussprache der Buchstaben
Konsonanten
| Name                                      | Alaf | Bit | Gaman | Dalat | Iy  | Baa      | Zen | It       | Tit  | Yut | Kaaf | Labat | Mim | Nun | Singaat | In       | Fi       | Tsaadiy | Quf      | Rish | Shan | Taaf |
| Samaritanischer Buchstabe                 | ࠀ    | ࠁ   | ࠂ     | ࠃ     | ࠄ   | ࠅ        | ࠆ   | ࠇ        | ࠈ    | ࠉ   | ࠊ    | ࠋ     | ࠌ   | ࠍ   | ࠎ       | ࠏ        | ࠐ        | ࠑ       | ࠒ        | ࠓ    | ࠔ    | ࠕ    |
| Hebräischer Buchstabe (in Quadratschrift) | א    | ב   | ג     | ד     | ה   | ו        | ז   | ח        | ט    | י   | כ    | ל     | מ   | נ   | ס       | ע        | פ        | צ       | ק        | ר    | ש    | ת    |
| Aussprache                                | [ʔ]  | [b] | [ɡ]   | [d]   | [ʔ] | [b], [w] | [z] | [ʔ], [ʕ] | [tˤ] | [j] | [k]  | [l]   | [m] | [n] | [s]     | [ʔ], [ʕ] | [f], [b] | [sˤ]    | [q], [ʔ] | [r]  | [ʃ]  | [t]  |

Vokale
| Niqqud mit ࠌ |          |     |          |          |                            | ,    |
| value        | /a/, /ɒ/ | /e/ | /e/, /i/ | /o/, /u/ | (Konsonant mit Gemination) | /ʕa/ |

## Phonologie

### Konsonanten
|                |             | Labial | Alveolar | Alveolar   | Palatal | Velar~Uvular | Velar~Uvular | Pharyngal | Glottal |
| einfach        | emphatisch  | Labial | einfach  | emphatisch | Palatal |              |              | Pharyngal | Glottal |
| -------------- | ----------- | ------ | -------- | ---------- | ------- | ------------ | ------------ | --------- | ------- |
| Nasal          | Nasal       | m      | n        |            |         |              |              |           |         |
| Verschlusslaut | stimmlos    |        | t        | tˤ         |         | k            | q            |           | ʔ       |
| Verschlusslaut | stimmhaft   | b      | d        |            |         | ɡ            |              |           |         |
| Reibelaut      | stimmlos    | f      | s        | sˤ         | ʃ       |              |              |           |         |
| Reibelaut      | stimmhaft   |        | z        |            |         |              |              | ʕ         |         |
| Approximant    | Approximant |        | l        |            | j       | w            |              |           |         |
| Vibrant        | Vibrant     |        | r        |            |         |              |              |           |         |

Das samaritanische Hebräisch zeigt die folgenden konsonantischen Differenzen zum biblischen Hebräisch: Die originalen Phoneme */b ɡ d k p t/ weisen keine spirantischen Allophone auf, obwohl das bei einigen auch im samaritanischen Hebräisch ursprünglich der Fall war (nachweisbar in der Präposition „in“ ב- /av/ or /b/). */p/ ist zu /f/ geworden (außer bisweilen */pː/ > /bː/). */w/ ist immer zu /b/ geworden außer in der Konjunktion ו- „und“, wenn sie als /w/ gesprochen wird. */ɬ/ ist mit /ʃ/ zusammengefallen, im Unterschied zu allen anderen zeitgenössischen hebräischen Traditionen, wo es /s/ gesprochen wird. Die Laryngale /ʔ ħ h ʕ/ sind zu /ʔ/ geworden oder geschwunden, außer vor /a ɒ/, wo */ħ ʕ/ manchmal /ʕ/ wird. /q/ wird manchmal als [ʔ] ausgesprochen, aber nicht in der Toralesung, in Folge des Einflusses des samaritanischen Arabisch. /q/ kann auch als [χ] ausgesprochen werden, aber das passiert nur selten und in flüssiger Rede.

### Vokale
|                     | Vorderzungenvokal | Hinterzungenvokal |
| ------------------- | ----------------- | ----------------- |
| geschlossene Vokale | i iː              | u uː              |
| mittlere Vokale     | e eː              | (o)               |
| offene Vokale       | a aː              | ɒ ɒː              |
| Reduzierte Vokale   | (ə)               | (ə)               |

Phonemische Länge ist bedeutungsunterscheidend, z. B. /rɒb/ רב „groß“ im Gegensatz zu /rɒːb/ רחב „breit“. Lange Vokale sind in der Regel das Ergebnis der Elision von Gutturalen.
/i/ und /e/ werden in geschlossenen Nachtonsilben beide als [ə] realisiert, z. B. in /bit/ בית „Haus“ /abbət/ הבית „das Haus“ /ɡer/ גר /aɡɡər/ הגר. In anderen Fällen wird betontes /i/ zu /e/, wenn die Silbe nicht mehr betont ist, z. B. /dabbirti/ דברתי „ich habe gesprochen“, aber דברתמה /dabbertimma/ „ihr (männlich) habt gesprochen“. /u/ und /o/ unterscheiden sich nur in offenen Nachtonsilben, z. B. ידו /jedu/ „seine Hand“ ידיו /jedo/ „seine Hände“, wenn /o/ aus einem kontrahierten Diphthong entstanden ist. In anderen Fällen erscheint /o/ in geschlossenen Silben und /u/ in offenen Silben, z. B. דור /dor/ „Generation“, aber דורות /durot/ „Generationen“.

### Betonung
Die Betonung unterscheidet sich allgemein von anderen Traditionen, da sie gewöhnlich auf der vorletzten und nur manchmal auf der letzten Silbe liegt.

## Grammatik

### Pronomina

#### Personalpronomina
|           |           | Singular                      | Plural  |
| --------- | --------- | ----------------------------- | ------- |
| 1. Person | 1. Person | anáki                         | anánu   |
| 2. Person | männlich  | átta                          | attímma |
| 2. Person | weiblich  | átti (beachte das finale Yod) | éttên   |
| 3. Person | männlich  | û                             | ímma    |
| 3. Person | weiblich  | î                             | ínna    |

#### Demonstrativpronomina
|          |          | diese(r) | jene(r)                              |
| -------- | -------- | -------- | ------------------------------------ |
| Singular | männlich | ze       | alaz (geschrieben mit He am Anfang). |
| Singular | weiblich | zéot     | alaz (geschrieben mit He am Anfang). |
| Plural   | Plural   | ílla     | alaz (geschrieben mit He am Anfang). |

#### Relativpronomina
„Wer, welcher, was“: éšar.

#### Interrogativpronomina
- „Wer?“ = mi.
- „Was?“ = ma.

### Nomina
Wenn Suffixe angehängt werden, dann können ê und ô in der letzten Silbe zu î und û werden: bôr (jüdisch-hebräisch bor) „Grube“ > búrôt „Gruben“. Vergleiche auch af „Zorn“ > éppa „ihr Zorn“.
Segolata verhalten sich mehr oder weniger so wie in anderen hebräischen Dialekten: beţen „Bauch“ > báţnek „dein Bauch“, ke′seph „Silber“ > ke′sefánu (jüdisch-hebräisch kaspe′nu) „unser Silber“, dérek „Weg“ > dirkakimma „euer Weg“, aber áreş (jüdisch-hebräisch ´e'rets) „Erde/Land“ > árşak (jüdisch-hebräisch ´arts-ekha) „dein Land“.

#### Artikel
Der bestimmte Artikel ist a- or e-, and bewirkt Gemination des folgenden Konsonanten, sofern es kein Guttural ist; er wird mit he geschrieben, aber das h ist, wie üblich, stumm. So heißt es zum Beispiel: énnar / ánnar = „der Junge“; ellêm = „das Brot“; a'émor = „der Esel“.

#### Numerus
Die regulären Pluralendungen lauten
- männlich: -êm (jüdisch-hebräisch: -im)
  - eyyamêm „die Tage“
- weiblich: -ôt (jüdisch-hebräisch: -ot)
  - elamôt „Träume“

Der Dual endet manchmal auf -ayem (jüdisch-hebräisch: -a′yim), z. B. šenatayem „zwei Jahre“, meist aber auf -êm wie der Plural, so yédêm „Hände“ (jüdisch-hebräisch: yadhayim).

### Umgang mit dem Gottesnamen
Die Samaritaner pflegen den Gottesnamen nicht laut auszusprechen. Stattdessen sprechen sie traditionell entweder die samaritanischen Buchstaben des Gottesnamens,
Yohth, Ie', Baa, Ie' ,
oder sie sagen shema, das aramäische Wort für den (göttlichen) Namen, vergleichbar dem jüdisch-hebräischen HaSchem.

### Verben
|           |           | Perfekt  | Perfekt | Imperfekt | Imperfekt |
| Singular  | Plural    | Singular | Plural  |           |           |
| --------- | --------- | -------- | ------- | --------- | --------- |
| 1. Person | 1. Person | -ti      | -nu     | e-        | ne-       |
| 2. Person | männlich  | -ta      | -tímma  | ti-       | te- -un   |
| 2. Person | weiblich  | -ti      | -tên    | ti- -i    | te- -na   |
| 3. Person | männlich  | -        | -u      | yi-       | yi- -u    |
| 3. Person | weiblich  | -a       | ?       | ti-       | ti- -inna |

### Partikeln

#### Präpositionen
„in, durch“, ausgesprochen:
- b- vor einem Vokal (bzw. einem früheren Guttural): b-érbi = „durch mein Schwert“; b-íštu „durch seine Frau“.
- ba- vor einem Bilabial: bá-bêt (jüdisch-hebräisch: ba-ba′yith) „in einem Haus“, ba-mádbar „in einer Wüste“
- ev- vor einem anderen Konsonanten: ev-lila „in einer Nacht“, ev-dévar „durch die Angelegenheit“.
- ba-/be- vor dem bestimmten Artikel: barrášet (jüdisch-hebräisch: bere'·shith') „am Anfang“; béyyôm „am Tag“.

„wie, als“, ausgesprochen:
- ka ohne Artikel: ka-demútu „in seiner Ähnlichkeit“
- ke mit dem Artikel: ké-yyôm „wie der Tag“.

„zu“ ausgesprochen:
- l- vor einem Vokal: l-ávi „zu meinem Vater“, l-évad „zu meiner Mutter“
- el-, al- vor einem Konsonanten: al-béni „zu den Kindern (von)“
- le- vor l: le-léket „um zu gehen“
- l- vor dem Artikel: lammúad „zur genannten Zeit“; la-şé'on „zum Kleinvieh“

„und“ ausgesprochen:
- w- vor Konsonanten: wal-Šárra „und zu Sara“
- u- vor Vokalen: u-yeššeg „und er erreichte“.

Andere Präpositionen:
- al: „zu“
- elfáni: „vor“
- bêd-u: „für ihn“
- elqérôt: „gegen“
- balêd-i: „außer mir“

#### Konjunktionen
- u: „oder“
- em: „ob, wenn“
- avel: „aber“

#### Adverbien
- la: „nicht“
- kâ: „auch“
- afu: „auch“
- ín-ak: „Du bist nicht“
- ífa (ípa): „wo?“
- méti: „wann“
- fâ: „hier“
- šémma: „dort“
- mittét: „unter“